# Гомель-Чётный
«Гомель чётный» (бел. Гомель цотны) — остановочный пункт в городе Гомель, Белоруссия.
Железнодорожная платформа находится между станциями Гомель-Пассажирский и станцией Центролит, на улице Хозяйственная аллея.
Остановочный пункт расположен в Бахмачском парке станции Гомель-Сортировочный (четная система). Возле остановочного пункта находятся локомотивное депо Гомель, производственная база ШЧ-9 Гомель.
Рядом, по улице Полесской, осуществляется движение общественного транспорта — автобусных маршрутов № 16, 16а, 33.